# Buzz Feitshans
Buzz Feitshans (* 17. Januar 1937 in Los Angeles, Kalifornien) ist ein US-amerikanischer Filmproduzent.

## Leben
Feithans ist der Sohn des amerikanischen Filmeditors Fred R. Feitshans junior. 1972 trat er erstmals in Erscheinung und war als Editor an Die Faust der Rebellen beteiligt. Im folgenden Jahr wandte er sich der Filmproduktion zu und war bis 1997 an 20 Filmen beteiligt. Feitshans produzierte dabei mehrere Filme von John Milius. Zu seinen größten Erfolgen zählen die Filme Rambo, Rambo II – Der Auftrag und Die totale Erinnerung – Total Recall. 2004 trat er als Kameramann für den Film Joe Killionaire sowie einigen Folgen der Fernsehserie Las Vegas in Erscheinung. Sein 1959 geborener Sohn Buzz Feitshans IV ist als Kameramann tätig.

## Filmografie (Auswahl)
- 1973: Jagd auf Dillinger (Dillinger)
- 1974: Foxy Brown
- 1977: Tag der Entscheidung (Big Wednesday)
- 1979: 1941 – Wo bitte geht’s nach Hollywood (1941)
- 1982: Conan der Barbar (Conan the Barbarian)
- 1982: Rambo (First Blood)
- 1983: Die verwegenen Sieben (Uncommon Valor)
- 1984: Die rote Flut (Red Dawn)
- 1985: Rambo II – Der Auftrag (Rambo: First Blood Part II)
- 1987: Rambo III
- 1987: Ausgelöscht (Extreme Prejudice)
- 1990: Die totale Erinnerung – Total Recall (Total Recall)
- 1993: Tombstone
- 1994: Color of Night
- 1997: Die Verschwörung im Schatten (Shadow Conspiracy)

## Auszeichnungen
Zwei Mal wurde Feitshans mit dem Spottpreis Goldenen Himbeere in der Kategorie schlechtester Film 'ausgezeichnet': 1986 für den Film Rambo II – Der Auftrag sowie 1995 für Color of Night.